# Chevrolet Bel Air
Chevrolet Bel Air (ʃəvroˈleː bɛl ˈ´ɛːə) — американский полноразмерный автомобиль, выпускавшийся подразделением Chevrolet корпорации General Motors с 1949 по 1975 год (в Канаде автомобили под этим обозначением продавались до 1981 модельного года включительно). Автомобиль получил название в честь престижного района Лос-Анджелеса, Калифорния.
С 1950 по 1952 имя Bel Air использовалось для обозначения хардтопов модели Chevrolet Styleline Deluxe, которые не были самостоятельной моделью. До 1959 года Bel Air стала самой дорогой и хорошо укомплектованной моделью Chevrolet, ниже стояли модели «150», «210» и Biscayne. В 1958 году появилась комплектация Chevrolet Bel Air Impala, которая с 1959 года выделяется в отдельную модель на ступеньку выше, чем Bel Air. В 1965 году появляется Chevrolet Impala Caprice, модель ещё более высокого ценового диапазона, а Bel Air низводится в линейке полноразмерных Chevrolet на положение модели нижнего уровня. Ещё ниже была только модель Chevrolet Biscayne, в основном использовавшаяся в такси (Bel Air тех лет также был популярен у таксомоторных компаний).
На основе Bel Air созданы также универсалы Chevrolet Beauville, в 1957 году, заменённый моделью Townsman (4-дверный) и Nomad (2-дверный).

## 1949

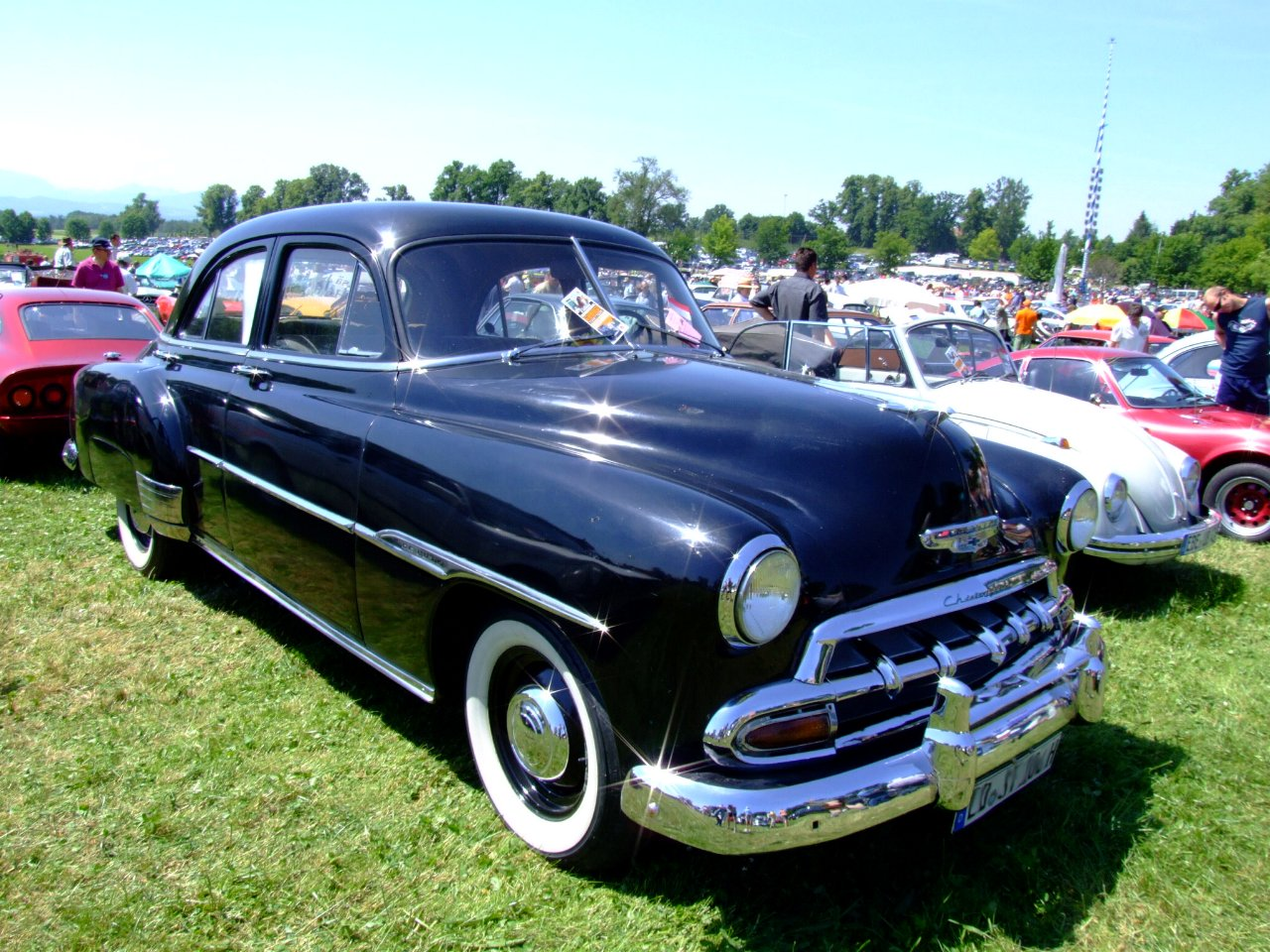
1952 Chevrolet Styleline Deluxe Bel Air

Название Bel Air упоминается в фирменных каталогах с 1950 года — тогда так обозначали версии люксовой модели Styleline Deluxe с кузовом hardtop coupe (купе без средней стойки). А в 1953 году Bel Air была выделена в отдельную серию, ставшую самой роскошной в модельном ряду Chevrolet.

## 1954

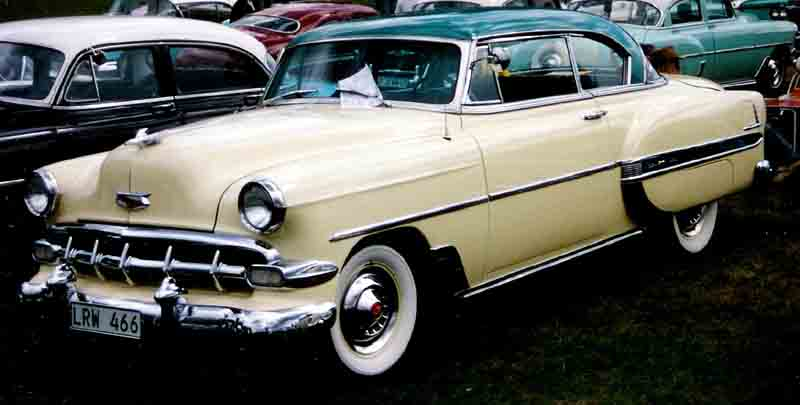
1954 Chevrolet Bel Air hardtop coupe

В 1954 году Bel Air получил новую радиаторную решётку с частыми вертикальными ламелями и прямоугольными подфарниками, а также два надфарных «плавничка». В 1954 году было продано 486 240 экземпляров.
Первые Bel Air этой эпохи имели общий передний лист только перед передней стойкой с остальным диапазоном. Лобовое стекло, двери, стекла и багажник были такими же, как у купе Styleline Deluxe Convertible Coupe, однако крыша, задняя часть и задние окна (3) были уникальными. Шасси и механика были такими же, как и у остальной линейки легковых автомобилей, а общий вид был таким же, как и у остальной линейки, за исключением того, что линия крыши была ниже, а уникальное заднее стекло, состоящее из трех частей, придавало ему более длинный и сбалансированный вид. . Первые Bel Air были доступны только в премиальной комплектации и комплектации «Deluxe».

## 1955

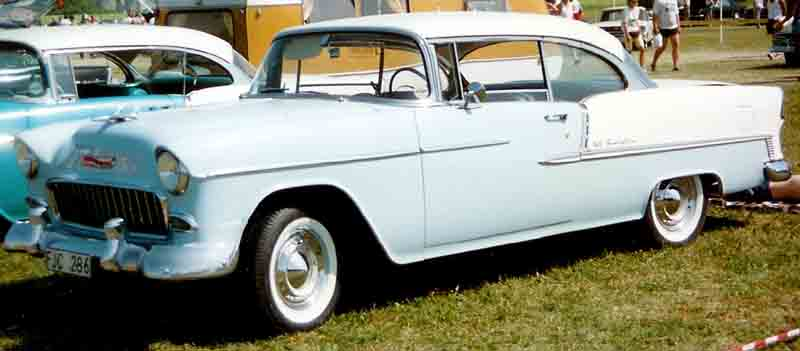
1955 Chevrolet Bel Air sport coupe

В 1955 году Bel Air получил совершенно новую платформу с пониженной рамой, что позволило дизайнерам Клэру Маккичену, Карлу Реннеру и Чарльзу Стеббинсу создать низкий и широкий кузов с панорамными стёклами и широкими бамперами, не имеющий ничего общего с прежними моделями Chevrolet. В этом году Bel Air также получил новейший мотор V8 объёмом 265 кубических дюймов (4.3 л). В 1955 году модель предлагалась под слоганом The Hot One! (Горячий!). Всего же в 1955 году было продано 773 238 Bel Air, включая универсалы Beauville и Nomad : 41 292 convertible, 345 372 4-door sedan, 168 313 2-door sedan, 24 313 Beauville и 8 386 Nomad. Convertible стоил 2006 долларов, hardtop coupe — 2067, 4-door sedan — 1932, а Nomad — 2472. Кстати, в 1955 году Chevrolet стал лидером рынка США с результатом в 2 223 360 автомобиля. Длина нового автомобиля составляла 4968 мм (универсалы — 5006 мм), масса — 1410 и 1450—1500 кг соответственно. Внешне автомобиль почти ничем не отличается от намного менее дорогой Chevrolet 150, но его принадлежность к престижной серии легко можно определить по двойным боковым молдингам и надписи Bel Air на задних крыльях. Модель 1955 года кроме всего прочего отличает весьма скромная решётка радиатора.

## 1956

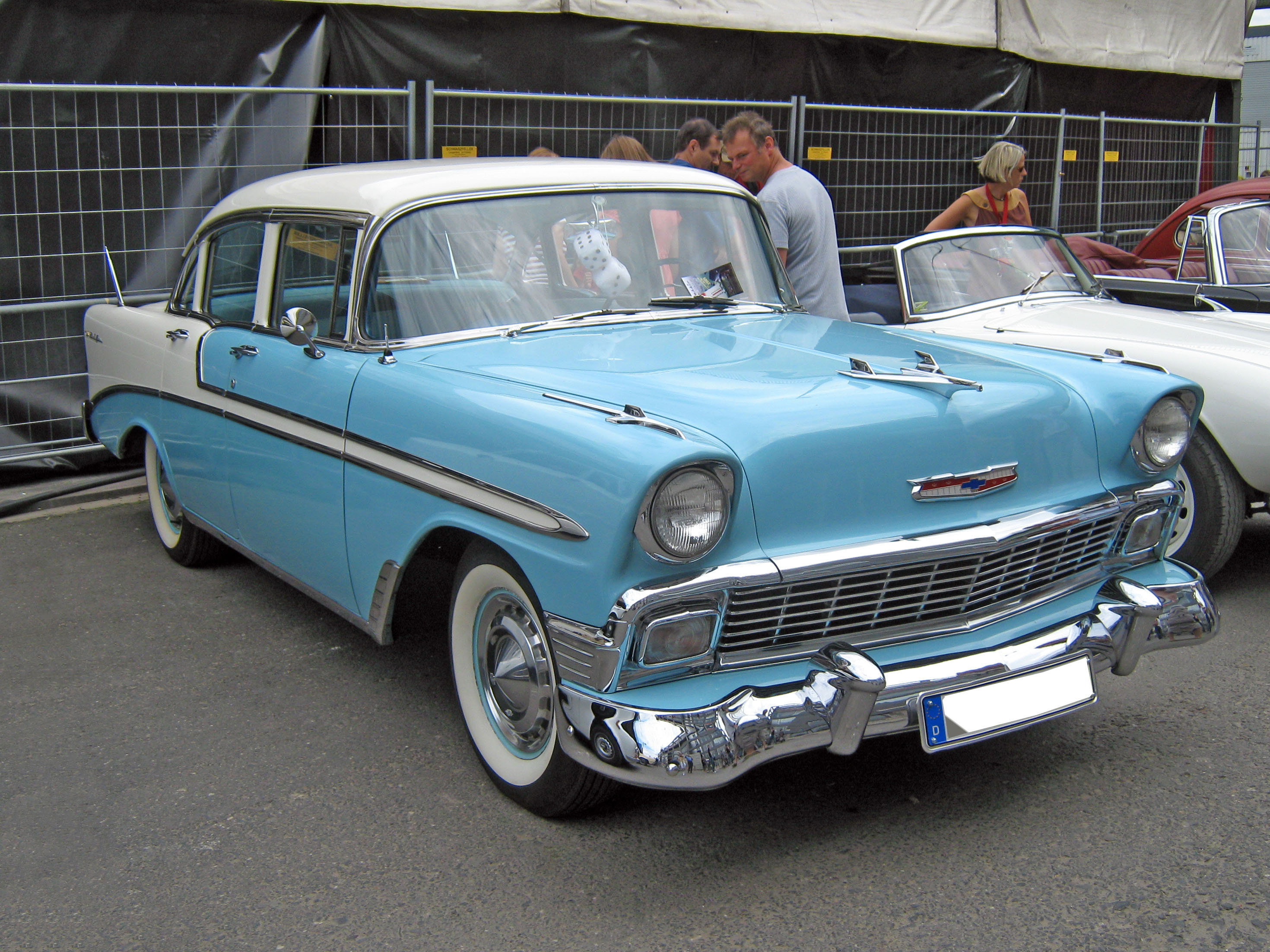
1956 Chevrolet Bel Air sedan

Линейка двигателей расширилась — помимо старого доброго Blue Flame предлагались Turbo-Fire в трёх вариантах мощности — 162, 170 или 205 л. с., а также 225-сильный «корветтовский» мотор. Новый слоган гласит — «Горячий стал ещё горячее!» В 1956 году было продано 669 064 машины: 41 268 convertible, 103 602 sport sedan, 128 382 sport coupe, 269 798 4-door sedan, 104 849 2-door sedan, 13 279 Beauville и 7 886 Nomad по ценам: Convertible — 2346$, hardtop coupe — 2176, 4-door sedan — 2068, а Nomad — 2608.
Хромированный декор становится очень массивным — мощные «двухэтажные» бампера, решётка с прямоугольными прорезями, ножеподобные молдинги — все обильно покрыто хромом. Капот также получил массивную хромированную поперечину.

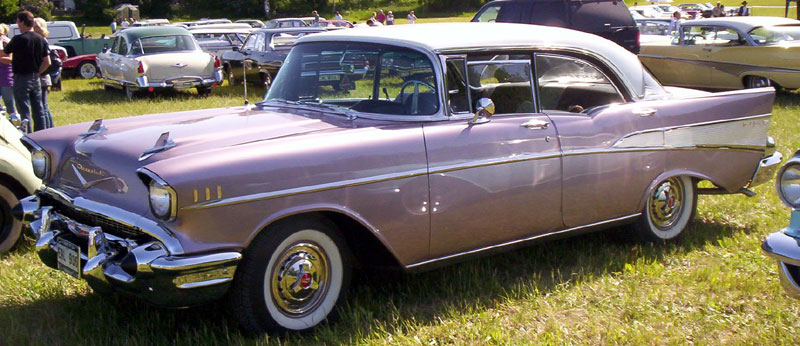
1957 Chevrolet Bel Air Hardtop Sedan

## 1957
В 1957 году модель получает новый слоган — Sweet, Smooth and Sassy! (Сладкий, красивый и дерзкий!) и новейший V8 объёмом 4.6 л, оснащённый системой впрыска топлива Ram Jet. Эта система была разработана Джоном Дольца и Дональдом Стольтманом, инженерами отделения Rochester, и Зорой Аркус-Дантовым, главным инженером проекта Chevrolet Corvette. Всего же в 1957 году предлагались следующие моторы: «корветтовский» V8 объёмом 283 куб. дюймов(4,6л) (270 или 245 л. с.), V8 Turbo-Fire (220 л. с. с 4- и 185 л. с. с 2-камерным карбюратором), и заслуженный рядный 6-цилиндровый Blue Flame. Также предлагался новый облегчённый почти на 40 кг «автомат» Powerglide. В течение года было продано 702 220 машин, из них: 47 562 кабриолета, 137 672 "спорт-седана", 166 246 спорт-купе, 254 331 четырёхдверный седан, 62 751 двухдверный седан, 27 375 Townsman (сменивших модель Beauville) и 6 103 универсала "Nomad". Цены составляли: 2511 долларов за кабриолет, 2290 за хардтоп-купе, 2299 за четырёхдверный седан, и 2757 за "Nomad".
Кузов получил ниспадающие к задним крыльям боковые молдинги и крупные "плавники" сзади. Бамперы стали закругленными интегрированными в кузов; передний также получил "клыки" в виде резиновых «пуль». 

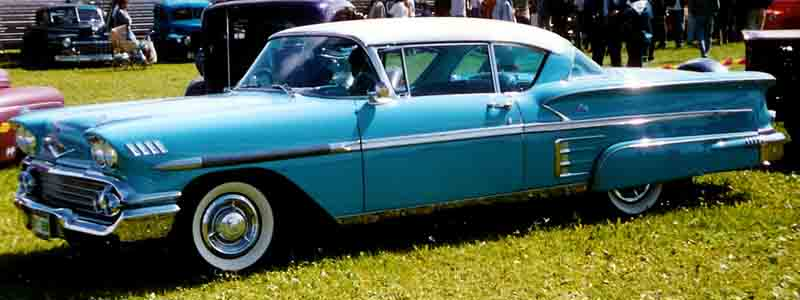
1958 Chevrolet Bel Air Sport Coupe

## Безопасность

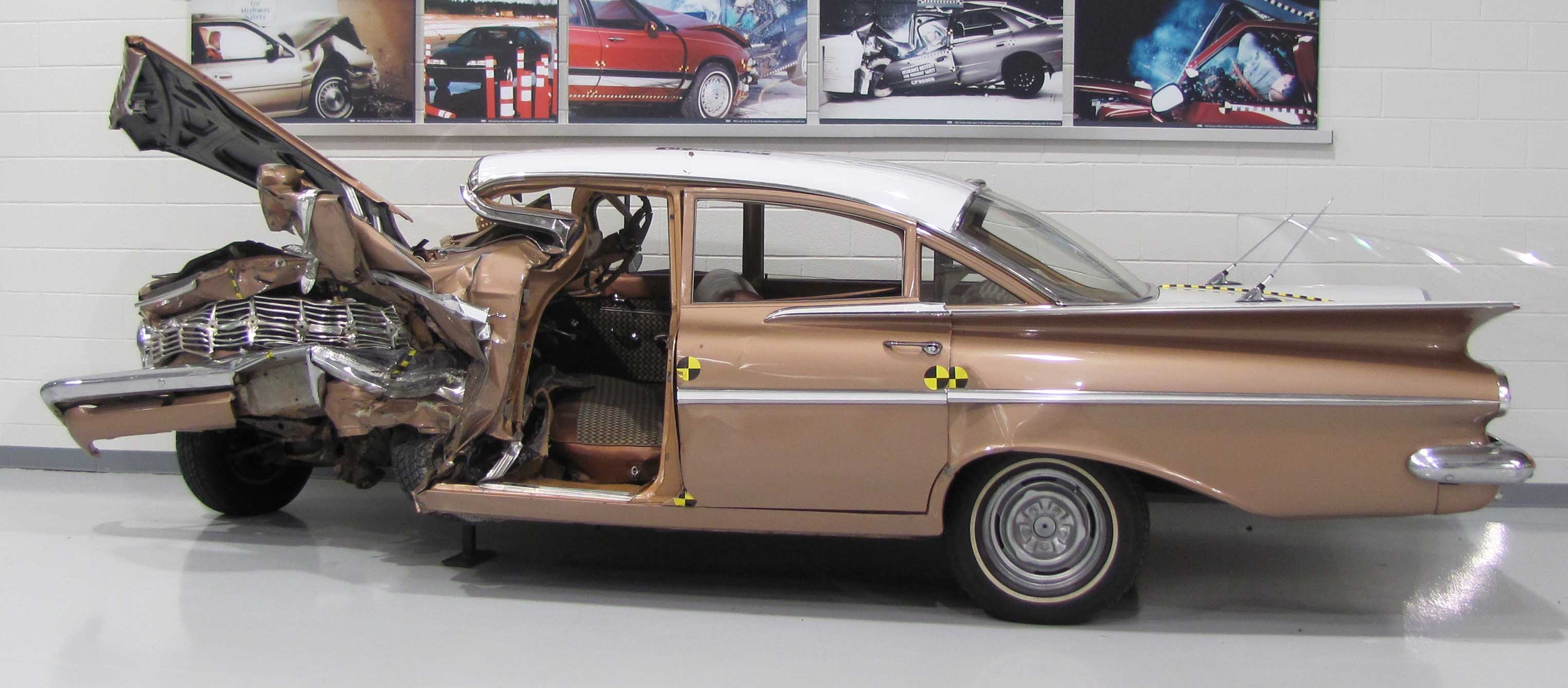
Chevrolet Bel Air 1959 года после лобового краш-теста

В 2009 году IIHS был проведён по современным методикам краш-тест автомобиля, показавший удручающий уровень обеспечения пассивной безопасности. Однако, многие пользователи интернета поставили под сомнение этот тест, так как на записи не было видно куда уходит двигатель, то есть его могли демонтировать, чтобы современная модель Chevrolet не проиграла в рамках пиар-хода.
Во времена создания Bel Air вообще не были проработаны вопросы создания «капсулы безопасности» салона и деформируемых энергопоглощающих зон впереди и сзади (на фото виден уход переднего моста и двигателя в салон, а не вниз, как в современных машинах). Жёсткий тонкий руль, сплошная рулевая колонка и твёрдая отделка салона с выступающими частями способны были причинить жестокие травмы грудины и головы, ремни и подушки безопасности не применялись.
В данном случае Bel Air выбран для теста просто как характерный и широко известный образец продукции автопрома 50-х — начала 60-х годов XX века.

## В популярной культуре
Chevrolet Bel Air упоминается в десятках песен, а одна из песен кантри-группы Old 97's так и называется — Bel Air. Кроме того, настенные скульптуры, стилизованные под переднюю и заднюю части Bel Air, являются неотъемлемой частью интерьеров многих ресторанов, особенно в США. Chevrolet Bel Air 1955 года управлял Хариссон Форд в роли Боба Фалсы в фильме «Американские граффити».